# Nathan Elliott
Pour les articles homonymes, voir Elliott.
Nathan Elliott, né le 15 décembre 1990 à Melbourne, est un coureur cycliste australien, membre de l'équipe Inform TM Insight Make.

## Biographie
Diplômé en biomédecine, Nathan Elliott se distingue au début de l'année 2013 lors de la New Zealand Cycle Classic, où il se classe deuxième d'une étape et quatorzième au classement général. Il termine également deuxième d'une étape sur l'Adelaide Tour et troisième de la Grafton to Inverell Classic, deux épreuves comptant pour le National Road Series.
En 2016, il intègre l'équipe continentale Kenyan Riders Downunder, qui est composée de coureurs australiens, néo-zélandais et kényans. En mai, il obtient son premier podium de la saison avec une deuxième place sur la Grafton to Inverell Classic, où il s'incline au sprint face à son compatriote Patrick Lane,. Au mois d'août, il termine cinquième du Tour of the Great South Coast. Mi-octobre, il s'impose sur la 101e édition de la Melbourne to Warrnambool Classic.
En 2017, il est engagé par la formation australienne IsoWhey Sports-Swiss Wellness. Avec celle-ci, il participe à plusieurs compétitions professionnelles en Europe. Aux Pays-Bas, il prend la 17e place du Slag om Norg. À la fin de l'année, il gagne de nouveau en solitaire la Melbourne to Warrnambool Classic, et devient le premier coureur à inscrire deux fois consécutivement son nom au palmarès de la course,.

## Palmarès
- 2013
  - 3e de la Grafton to Inverell Classic
- 2016
  - Melbourne to Warrnambool Classic
  - 2e de la Grafton to Inverell Classic
- 2017
  - Melbourne to Warrnambool Classic
- 2018
  - Grafton to Inverell Classic
- 2019
  - 2e étape du Tour des Tropiques (contre-la-montre)
  - 5e étape du Tour of the Great South Coast (contre-la-montre par équipes)

## Classements mondiaux
| Année            | 2013 | 2014 | 2015 | 2016 | 2017   |
| ---------------- | ---- | ---- | ---- | ---- | ------ |
| UCI Europe Tour  |      |      |      |      | 1 732e |
| UCI Oceania Tour | 33e  |      |      | 80e  |        |